# Lawrence Ferlinghetti

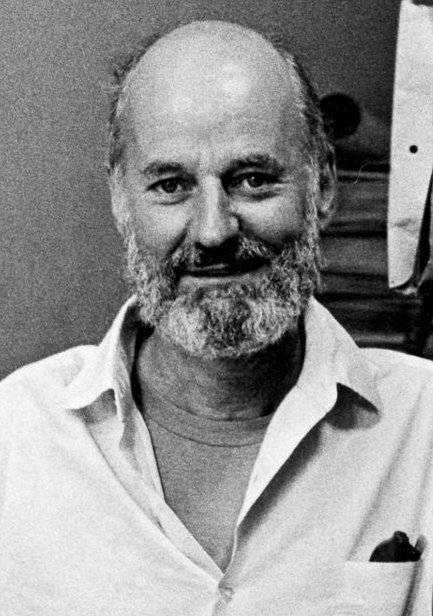
Lawrence Ferlinghetti (1965); Foto: Elsa Dorfman

Lawrence Ferlinghetti (* 24. März 1919 in Yonkers, New York; † 22. Februar 2021 in San Francisco, Kalifornien) war ein US-amerikanischer Schriftsteller und Dichter der Beat Generation.

## Leben
Ferlinghetti wuchs in Frankreich und den USA auf. Er studierte an der Universität von North Carolina in Chapel Hill und schloss dort das Fach Journalismus 1941 mit dem Grad B.A. ab. Im Zweiten Weltkrieg ging er zur Marine. Später war er in der Bewegung gegen den Vietnamkrieg aktiv und promovierte an der Sorbonne mit einer Arbeit über das Symbol der Stadt in der Dichtung der Moderne. Er eröffnete den City Lights Bookstore in San Francisco, der zum Treffpunkt avantgardistischer Autoren wurde, deren Werke er zum Teil verlegte. Der Buchladen wurde 1954 um den City-Books-Verlag erweitert. Mit seiner City Lights Press gab er zeitgemäße avantgardistische Lyrik heraus. 1956 verlegte er Allen Ginsbergs Gedichtband Howl.
Auch viele seiner eigenen Gedichte können als Beispiele der von ihm geförderten Beatlyrik gelesen werden, in der oft der Wunsch nach einer antikapitalistischen Veränderung der amerikanischen Gesellschaft und der Appell für den Aufbau einer Gegenkultur zum Ausdruck kommt. Literarischen Einfluss hatte er u. a. auf den Beat-Lyriker Harold Norse. In Ferlinghettis Veröffentlichungen wird deutlich, dass er eine politische Stellungnahme der Künstler und Autoren für notwendig hält. Selbst hat er sein politisches und soziales Engagement in seinem Lyrikband Starting from San Francisco (1961) beschrieben. In den 1960er Jahren beteiligte er sich an zwei Zeitschriften, die sich mit der Beat-Literatur beschäftigten, Beatitude und dem Journal For The Protection Of All Beings. Außerdem gab er das City Lights Journal heraus.
Die italienische Band Timoria hat mit ihm zusammen den Titel Ferlinghetti Blues geschaffen (im Album El Topo Grand Hotel zu finden), bei dem der Poet eines seiner Gedichte vorliest.
2003 wurde er in die American Academy of Arts and Letters aufgenommen. Im Oktober 2012 wurde bekannt, dass Ferlinghetti den von der ungarischen Sektion der P.E.N.-Vereinigung vergebenen Janus-Pannonius-Preis abgelehnt habe. Er begründete dies mit den von ihm als autoritär und antidemokratisch empfundenen Veränderungen in Ungarn seit der Wiederwahl Viktor Orbáns 2010.
Ferlinghetti starb im Februar 2021, einen Monat vor seinem 102. Geburtstag, in seinem Haus in San Francisco.

## Werke (Auswahl)
- Pictures of the Gone World. Gedichte. City Lights Books, San Francisco 1955.
- A Coney Island of the Mind. Gedichte. New Directions, New York 1958.
- Her. Roman. New Directions, New York 1960.
- Starting from San Francisco. Gedichte. New Directions, New York 1961, ISBN 0-8112-0046-9.
- The Secret Meaning of Things. Gedichte. New Directions, New York 1968, ISBN 0-8112-0045-0.
- The Mexican Night. Reisejournal. New Directions, New York 1970, ISBN 0-8112-0043-4.
- Back Roads to Far Places. Langgedicht. New Directions, New York 1971.
- Open Eye, Open Heart. Gedichte. New Directions, New York 1973, ISBN 0-8112-0488-X.
- Who Are We Now? Gedichte. New Directions, New York 1976, ISBN 0-8112-0628-9.
- Landscapes of Living & Dying. Gedichte. New Directions, New York 1979, ISBN 0-8112-0742-0.
- Over All the Obscene Boundaries: European Poems and Transitions. New Directions, New York 1984, ISBN 0-8112-0919-9.
- Love in the Days of Rage. Roman. Dutton, New York 1988, ISBN 0-525-24681-9.
- These Are My Rivers. New and Selected Poems (1955–1993). New Directions, New York 1993, ISBN 0-8112-1252-1.
- A Far Rockaway of the Heart. Gedichte. New Directions, New York 1997, ISBN 0-8112-1347-1.
- How to Paint Sunlight. Lyric Poems and Others (1997-2000). New Directions, New York 2001, ISBN 0-8112-1463-X.
- Americus: Part I. New Directions, New York 2004, ISBN 0-8112-1578-4.
- Poetry as Insurgent Art. Essays. New Directions, New York 2007, ISBN 978-0-8112-1719-4.
- Time of Useful Consciousness (Americus: Part II). New Directions, New York 2012, ISBN 978-0-8112-2031-6.
- Writing Across the Landscape. Travel Journals 1960–2010. Liveright / W. W. Norton, New York 2015, ISBN 978-1-63149-001-9. (Rezension in: Los Angeles Times, 27. Aug. 2015)
- Little Boy. A Novel. Doubleday, 2019 ISBN 978-0-385-54479-5.

## Ausgaben in deutscher Übersetzung
- Ein Coney Island des inneren Karussells, Gedichte, deutsch von Erika Gütermann, Limes, Wiesbaden 1962, ohne ISBN.
- Sie, Roman, deutsch von Walter Schmiele, Limes, Wiesbaden 1963, ohne ISBN.
- Ausgewählte Gedichte, übersetzt und mit einem Nachwort von Alexander Schmitz, Diogenes, Zürich 1972, ISBN 3-257-20060-9.
- Gedichte, ausgewählt und übersetzt von Wulf Teichmann, Hanser, München 1980, ISBN 3-446-12834-4.
- Mexikanische Nacht. Ein Reisebericht, deutsch von Dieter Oswald, eco-Verlag, Zürich 1981, ISBN 3-85637-033-1.
- Rauhe Notizen aus dem Nordwesten: ökologische Peilungen und bukolische Ekologen (Northwest Ecolog, City Lights 1978), übersetzt von Michael Mundhenk, Orte, Zürich 1988, ISBN 978-3-85830-042-3.
- Die Liebe in den Stürmen der Revolution, Roman, übersetzt von Johannes Gottwald, Goldmann Verlag, München 1991, ISBN 978-3-442-09587-2.
- Ein Coney Island des Bewußtseins, Gedichte (zweisprachig), übersetzt und mit Anmerkungen sowie einem Nachwort von Alexander Schmitz, Stadtlichter Presse, Wenzendorf 2001, ISBN 978-3-936271-01-0.
- A Coney Island of the Mind. A Far Rockaway of the Heart, Gedichte, deutsch von Klaus Berr, Luchterhand, München 2005, ISBN 3-630-62058-2.
- Das Licht von Big Sur und weitere Gedichte, übersetzt von Ingrid und Reinhard Harbaum, altaQuito, Göttingen 2007, ISBN 978-3-923588-69-5.
- Little Boy. Roman, deutsch von Ron Winkler, Schöffling & Co., Frankfurt am Main 2019, ISBN 978-3-89561-441-5.
- Angefangen mit San Francisco. Gedichte, deutsch von Ron Winkler, Schöffling & Co., Frankfurt am Main 2023, ISBN 978-3-89561-442-2.
- Notizen aus Kreuz und Quer. Travelogues 1960–2010, deutsch von Pociao, KUPIDO Literaturverlag, Köln 2023, ISBN 978-3-96675-260-2.